# Ізабелла Невілл
Ізабелла Невілл, герцогиня Кларенс (англ. Isabel Neville, Duchess of Clarence; 5 вересня 1451 — 22 грудня 1476) — старша дочка «царетворця» Річарда Невілла, графа Воріка, і Анни де Бошан, і відповідно старша сестра королеви Анни Невілл, дружини короля Річарда III. Дружина Джорджа Плантагенета, 1-го герцога Кларенса, брата королів Едуарда IV та Річарда III.

## Біографія
Ізабелла народилася в Ворікському замку і була старшою дочкою Річарда Невілла, 16-го графа Воріка, і Анни Бошан. Її батько був одним із наймогутніших представників дворянства в Англії та самим ярим прихильником дому Йорків. Сестра її діда, Сесілія Невілл, була дружиною Річарда, герцога Йоркського, який заявив права на корону для Йорків.
Більшість дитинства Ізабелли пройшла в Міддлгемському замку, одному з маєтків її батька, де вона та її молодша сестра, Анна, зустріли двох молодших синів герцога, Річарда, герцога Глостера (майбутнього Річарда III) і Джорджа, герцога Кларенса. Цілком можливо, що в період з середини 1461 і, принаймні, до весни 1465 року розглядався союз дочок графа з молодими принцами . Герцог Йоркський був убитий 30 грудня 1460, проте за допомогою Воріка в березні 1461 на трон був зведений його старший син Едуард.
11 липня 1469 року в Кале Ізабелла таємно вийшла заміж за Джорджа Кларенса, брата нового короля, а роком пізніше народила дочку, яка померла наступного дня. Король був проти шлюбу Джорджа з Ізабеллою, оскільки спорідненість з Йорками ще більше наблизила впливового Воріка до трону. Після весілля Джордж з сім'єю дружини втік до Франції, де об'єднав зусилля з тестем і колишньою королевою Маргаритою Анжуйською, щоб повалити Едуарда. Тут в 1470 році молодша сестра Ізабелли, Анна, була заручена і до кінця того ж року вийшла заміж за Едуарда Вестмінстерського, спадкоємця престолу Англії від дому Ланкастерів, сина Маргарити. Кларенс та Ізабелла вирішили йти з миром до брата, розуміючи, що королем Джорджу не бути .
В 1471 році після остаточної перемоги Едуарда IV над Маргаритою Анжуйською, Ізабелла прийняла в своєму лондонському будинку овдовілу сестру, в той час як її мати, Анна Бошан, знайшла притулок в абатстві Больє. Овдовіла і осиротіла Анна стала предметом суперечки між чоловіком Ізабелли, герцогом Кларенсом, та його братом герцогом Глостерським, який хотів одружитися з молодою вдовою. Ізабелла та її сестра були спадкоємцями величезних маєтків своїх батьків. Кларенс, прагнучи отримати всю спадщину, ставився до Анни як до своєї підопічної і був проти її одруження, що дозволяло йому зміцнити свої вимоги. Зрештою, Річард відмовився від більшої частини земель та власності Воріка, включаючи титули графа Воріка та графа Солсбері, а також посади Великого камергера Англії на користь чоловіка Ізабелли.
Ізабелла померла 22 грудня 1476 року у віці 25 років у Ворікському замку. Ходили чутки, що смерть Ізабелли була не випадковою, її отруїли. Джордж звинуватив у цьому слуг, двох із яких засудив і розпорядився повісити. Підозрювали також і Джорджа. Варто зауважити, що Ізабелла з дитинства мала слабке здоров'я, а четверті пологи ще більше послабили організм, і тому смерть її могла бути викликана природними причинами. Можливо також, що Ізабелла померла від сухот, ймовірно від яких в 1485 померла її сестра . Через два роки після смерті Ізабелли сам Джордж Кларенс був страчений.
Ймовірно, між сестрами Невілл були хороші стосунки, оскільки після смерті Ізабелли та Джорджа Анна взяла під свою опіку племінників. Після смерті свого сина Анна вмовила чоловіка призначити сина Ізабелли своїм спадкоємцем. Після смерті Анни Річард зробив передбачуваним спадкоємцем Джона де Ла Поля, графа Лінкольна, сина його старшої сестри Єлизавети. Жодне з цих рішень не мало законних підстав і публічно не було проголошено.

## Діти
У Ізабелли та Джорджа було четверо дітей:
- Анна (16 — 17 квітня 1470);
- Маргарет (14 серпня 1473 — 27 травня 1541) — графиня Солсбері; була одружена з Річардом Поулом, від якого народила чотирьох синів і дочку, страчена за звинуваченням у державній зраді;
- Едуард (25 лютого 1475 — 28 листопада 1499) — граф Ворік ; у віці 10 років був ув'язнений в Тауер, страчений через 14 років за звинуваченням в участі у змові;
- Річард (6 жовтня 1476 — 1 січня 1477).

## У культурі
Ізабелла є однією з головних героїнь роману Філіппи Грегорі "Донька творця королів" (2012), а також згадується в інших книгах серії «Війна кузенів». Вона також є однією з дійових осіб екранізації романів Грегорі Біла королева, де роль герцогині Кларенс виконала Елеонор Томлінсон.